# 小林勝人
小林 勝人（こばやし かつんど、生年不詳 - 1992年ごろ没）は、日本の中国哲学研究者。岩波文庫『孟子』の訳者として知られる。

## 経歴
福島県出身。1931年（昭和6年）、東北帝国大学支那学第一講座（後の中国哲学科）卒業。卒業論文は『列子小考』。武内義雄、青木正児、滝川亀太郎の指導を受ける。
1936年（昭和11年）、武内義雄と共訳名義（実際は小林の単訳）で岩波文庫『孟子』を刊行。1939年（昭和14年）、岩波から『列子』の訳を依頼されるが戦禍や病のため保留となる。
1961年（昭和36年）、東洋大学で博士論文『列子の研究』により文学博士。
1968年（昭和43年）から1972年（昭和47年）、岩波文庫『孟子』を単訳名義・上下二巻で増補再刊。
1972年（昭和47年）から1978年（昭和53年）、東洋大学中国哲学専攻教員。
1981年（昭和56年）、明治書院から単著『列子の研究』を刊行。
1987年（昭和62年）、岩波文庫『列子』を刊行。

## 備考
岩波文庫『孟子』（上巻1968年・下巻1972年）は、21世紀現代まで数十刷を重ねており、細かな校訂が評価されている一方、訓読がくだけすぎている、宇野精一の訳注を剽窃（無断転載）している、という批判がある。
『列子』に関しては、カントの哲学と比較する後書を附している。

## 訳著
- 『孟子』岩波書店〈岩波文庫〉、武内義雄共訳注、1936年。NDLJP:2970885
- 『孟子』岩波文庫〈上・下〉、1968年 - 1972年。NDLJP:2970976、単著で改訳注
- 小林勝人『列子の研究 : 老荘思想研究序説』明治書院、1981年。doi:10.11501/12290750。全国書誌番号:82000335。
- 『列子』岩波文庫〈上・下〉、1987年。NDLJP:12291448、NDLJP:12290934